# Petre Ștefănucă
Petre Ștefănucă (n. 14 noiembrie 1906, Ialoveni – d. 12 iulie 1942) a fost un folclorist, etnograf, dialectolog, publicist, pedagog și sociolog român basarabean, director al Institutului Social din Basarabia. După ocuparea Basarabiei de către trupele sovietice în 1940 și apoi, din nou în 1942, a fost acuzat de „românofilie”, „fascism” și „antisovietism”, pentru poziția sa categorică împotriva teoriei moldoveniste si a introducerii alfabetului rus în Basarabia. Pe baza acestor acuzații a fost arestat de către NKVD și condamnat la moarte, fiind schimbată sentința apoi în detenție în Gulag. 

## Biografie
Petre Ștefănucă s-a născut pe 14 septembrie 1906, în satul Ialoveni (pe atunci), județul Chișinău, Gubernia Basarabia, Imperiul Rus. A învățat la Liceul de băieți „Alexandru Donici” din Chișinău. În 1932 a absolvit Facultatea de Filozofie și Litere a Universității din București, obținând licența în filozofie și litere, specialitatea de filologie modernă, la următoarele materii: dialectologie, filologie română și latina. I-a avut ca profesori pe Dumitru Caracostea și Nicolae Cartojan. La facultate, a fost membru al Societății studenților basarabeni. În anul 1931 a participat la expediția lui Dimitrie Gusti de la Cornova.
După terminarea studiilor, Petre Ștefănucă a activat ca profesor de liceu în Tighina, Cetatea Albă și Chișinău. În 1934 a fost numit secretar general, iar în 1938 în funcția de director al Institutului Social Român din Basarabia, o filială a Institutului Social Român fondat de Dimitrie Gusti. În anul 1940, Petre Ștefănucă a devenit membru-fondator al Societății scriitorilor și publiciștilor din Basarabia și membru al comitetului de conducere.
A publicat în „Viața Basarabiei”, „Moldovanul”, „Cuget Moldovenesc”, „Școala Basarabeană”, „Sociologie Românească”. Împreună cu soția sa, Nina, o fostă profesoară de lucru manual, a crescut și educat doi copii: Alexandra și Victor.
Pe 9 octombrie 1940, după anexarea Basarabiei, Petre Ștefănucă a fost arestat de NKVD, fiind învinuit că în 1932 a devenit membru al societății „Renașterea refugiaților de peste Nistru”, fiind unul dintre liderii acestei organizații și unul dintre cei mai activi membri în perioada 1932, când s-a înregistrat un număr mare de refugiați de peste Nistru. Un alt cap de acuzație a fost că s-a manifestat drept liderul ideologic al organizației și că a susținut alipirea RASS Moldovenești la România, prin crearea unui stat românesc de la Tisa până la Bug și că a denigrat în presă Uniunea Sovietică și viața din URSS. S-a accentuat faptul că a publicat articole cu caracter antisovietic în presă. A mai fost acuzat că fiind participant la Congresul refugiaților din 1937, ar fi rostit un discurs contrarevoluționar, prin care ar fi denigrat partidul bolșevic și colectivizarea din URSS și că ar fi optat pentru sporirea activismului organizației.
Printr-o sentință din 13 aprilie 1941, Petre Ștefănucă a fost condamnat la pedeapsa capitală prin împușcare, cu confiscarea averii. La solicitarea sa, printr-o hotărâre a Prezidiului Sovietului Suprem al RSS Moldovenești, din 29 aprilie 1941, lui Petre Ștefănucă i-a fost înlocuită pedeapsa cu moartea cu zece ani de gulag. Totuși, aceasta nu l-a salvat. Fiind internat într-un lagăr din RASS Tătară, Petre Ștefănucă a decedat la 12 iulie 1942.

## După moarte
În vara anului 1941, când Basarabia a revenit sub administrație românească, Nina Ștefănucă a adresat un demers Guvernământului Basarabiei cu scop de constatare a faptului că Petre Ștefănucă a fost supus represiunilor politice de către sovietici. Printr-un decret-lege dat de mareșalul Ion Antonescu la 25 noiembrie 1941, urmașilor lui Petre Ștefănucă li s-a prevăzut anumite sume bănești. După destrămarea Uniunii Sovietice, savanții-folcloriști Andrei Hîncu și Grigore Botezatu au editat opera lui Petre Ștefănucă în două volume. Petre Ștefănucă este inclus în „Dicționarul scriitorilor români din Basarabia din 1812-2006”.

### Memorie
În memoria lui Petre Ștefănucă, un liceu, o stradă și biblioteca publică orășenească din orașul Ialoveni (localitatea sa de baștină) îi poartă numele. În fața liceului a fost instalat bustul său. În anul 2006, Poșta Moldovei a pus în circuit un timbru poștal cu chipul lui Petre Ștefănucă.
Casa din Chișinău în care a locuit în anii 1936-1940 este considerată un monument istoric și de arhitectură.

## Studii folclorice și sociologice
Petre Ștefănucă este autor al unor studii valoroase, printre care se pot aminti:
- „Folclor din judetul Lapușna”
- „Literatura populară a satului Iurceni”
- „Cercetări folclorice pe valea Nistrului-de-Jos”
- „Două variante basarabene la basmul Harap-Alb al lui Ion Creangă”
- „Datinele de Crăciun și Anul nou pe valea Nistrului-de-Jos”
- „Amintiri din războiul mondial (Adunate de la soldații moldoveni din comuna Cornova, județul Orhei)”